# امسک
اُمْسْک (به روسی: Омск) مرکز استان امسک در فدراسیون روسیه است. امسک در جنوب غربی سیبری واقع شده و دومین شهر بزرگ در شرق کوه‌های اورال به شمار می‌آید. فاصله بین امسک تا مسکو ۲۷۰۰ کیلومتر است.

## مکان‌های دیدنی

### کلیسای جامع امسک
این کلیسا در بین سال‌های ۱۸۹۱ تا ۱۸۹۸ در دوران تزار الکساندر سوم ساخته شد، پس از انقلاب روسیه و روی کار آمدن دولت کمونیست شوروی در ۱۹۲۳ این کلیسا بسته و در ۱۹۳۵ نابود شد، ولی پس از فروپاشی شوروی و با کمک‌های مالی مردم شهر دوباره در سال ۲۰۰۷ بازسازی شد.

### خیابان لنین
این خیابان قبل از روی کار آمدن شوروی خیابان لیوبینسکی نام داشت که پس روی کار آمدن شوروی‌ها به خیابان لنین تغییر نام داد.

## شهرهای خواهر

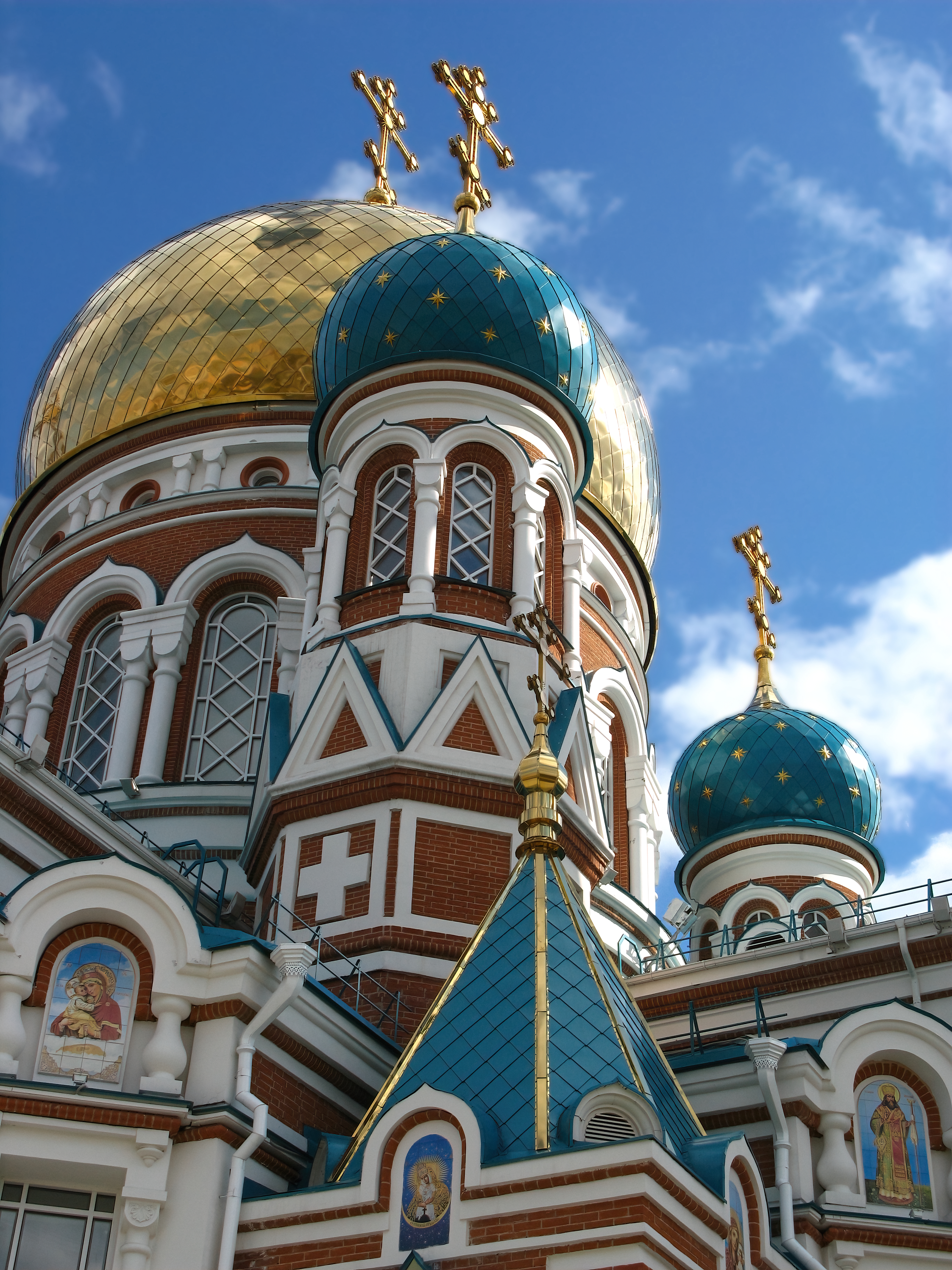
کلیسای اعظم امسک در فدراسیون روسیه.

- پوخوْ، اسلواکی
- کارلوی واری، جمهوری چک
- کایفنگ، چین
- جینجو، کره جنوبی
- پتروپاول، قزاقزستان
- نوووسیبیرسک، روسیه
- کالینینگراد، روسیه
- چلیابینسک، روسیه
- میلواکی، آمریکا
- انتاریو، کانادا
- ناحیه یورک، کانادا